# Craig Buntin
Craig Buntin (North Vancouver, 27 mei 1980) is een Canadees voormalig kunstschaatser. Buntin nam met zijn schaatspartner Valérie Marcoux deel aan de Olympische Winterspelen in Turijn. Ze werden er elfde. Van 2007 tot 2010 schaatste hij met Meagan Duhamel.

## Biografie
Buntin begon in 1990 met kunstschaatsen als voorbereiding voor ijshockey. Hij bleef echter hangen bij het kunstschaatsen. In 2000 werd Buntin met zijn schaatspartner Chantal Poirier Canadees kampioen bij de junioren. Hij ging in 2002 een samenwerking aan met Valérie Marcoux. Het paar werd drie keer Canadees kampioen en won in 2004 brons bij de viercontinentenkampioenschappen. Ze werden daarnaast elfde bij de Olympische Winterspelen in Turijn. Marcoux stopte in 2007 met schaatsen.
Buntin vervolgde zijn carrière met Meagan Duhamel. De twee werden zesde en achtste bij de WK 2008 en 2009 en vierde en derde bij de 4CK in 2009 en 2010. Het lukte ze niet om zich te kwalificeren voor de Olympische Winterspelen in Vancouver, waarna Buntin zijn sportieve carrière beëindigde. Hij huwde in 2011. Duhamel werd later meervoudig wereldkampioen met Eric Radford.

## Belangrijke resultaten
1996-1998 met Chantal Chailler, 1998/99 met Angela Kang, 1999/00 met Chantal Poirier, 2000/01 met Marie Laurier
2002-2007 met Valérie Marcoux, 2007-2010 met Meagan Duhamel (met allen bij de paren)
| Olympische Spelen            |         |        |         |      |    |               |               |               | 11e           |               |               |               |               |               |
| Wereldkampioenschap          |         |        |         |      |    |               | 9e            | 9e            | 5e            | 6e            | 6e            | 8e            |               |               |
| Viercontinentenkampioenschap |         |        |         |      |    |               | Brons         |               |               | 4e            |               | 4e            | Brons         |               |
| Grand Prix-finale            |         |        |         |      |    |               |               |               |               | 5e            |               |               |               |               |
| Nationaal kampioenschap      |         |        |         |      |    | 4e            | Goud          | Goud          | Goud          | Zilver        | Brons         | Zilver        | Brons         |               |
| WK junioren                  |         |        |         | 8e   |    | geen deelname | geen deelname | geen deelname | geen deelname | geen deelname | geen deelname | geen deelname | geen deelname | geen deelname |
| Junior Grand Prix-finale     |         |        |         | 6e   |    | geen deelname | geen deelname | geen deelname | geen deelname | geen deelname | geen deelname | geen deelname | geen deelname | geen deelname |
| NK junioren                  | 14e (*) | 8e (*) | 11e (*) | Goud | 6e | geen deelname | geen deelname | geen deelname | geen deelname | geen deelname | geen deelname | geen deelname | geen deelname | geen deelname |

(*) = bij de novice